# Пуста Гребля
Пуста Гре́бля — село в Україні, у Коропській селищній громаді Новгород-Сіверського району Чернігівської області. Населення становить 213 осіб. До 2016 у складі Атюшівської сільської ради. Від 2016 орган місцевого самоврядування — Коропська селищна рада.

## Символіка
На гербі зображені дві лев'ячі голови що символізують перших поселенців-козаків: Карацюба (кримськотатарською чорна голова) та Голованя. Дві ламані білі смужки означають пусту (порожню) греблю (герб є промовистим). Козацький хрест вказує на козацькість села. Чорний колір - болотиста місцевість, зелений - соснина.

## Історія
Село виникло у 1880-их роках. Біля Пустої Греблі на болотах була насипана земляна гребля, яка часто розмивалась водою і ускладнювала проїзд. Звідси й назва поселення.

Перші поселенці Пустої Греблі були козаки: Карацюба та Головань. Поселилися вони на майдані оточеному сосниною та болотами. Кабацюба (турецьк.) означає чорна голова. В Голованя дітей не було. По ньому залишилась тільки назва кутка Голованівка, що існує понині. А ось Карацюб в селі найбільше. 

Дані чернігівського архіву за 1850 рік.

«Кисельов хутор козачий при колодцах число дворов 10, число жителей мужского пола 26, женского 32.

Гадючины (Пустогребельныя) деревня казачья при колодцах число дворов 22, мужчин 69, женщин 71.»

За 1924 рік.

«Лотошевский хутор — 7 хозяйств, 30 жителей

Киселев — 23 хозяйства, 160 жителей

Пустая гребля — хутор 48 хозяйств 218 жителей.»

В роки колективізації було переселено деяких жителів хутора Лотошівський і всі хутори було об'єднано в Пусту Греблю. Назви кутків залишились понині: Боровиківка, Киселівка, Голованівка, Нишенківка, Бродок. Було організовано колгосп «Нове життя», до складу якого входили дві пригади. Перша розташована на Боровиківці, друга в центрі хутора, де і знаходилась контора колгоспу. До колгоспу входив також хутір Рубаників.

У 1960 роках у Пустій Греблі налічувалося 162 двори і проживало 594 чоловіки.

У січні 2005 року −89 дворів, 171 чоловік, порожніх хат 44.

У 2012 році 62 двори та 134 чоловіки.
12 червня 2020 року, відповідно до розпорядження Кабінету Міністрів України № 730-р «Про визначення адміністративних центрів та затвердження територій територіальних громад Чернігівської області», увійшло до складу Коропської селищної громади.
19 липня 2020 року, в результаті адміністративно-територіальної реформи та ліквідації Коропського району, увійшло до складу Новгород-Сіверського району Чернігівської області.